# Rybatskoje (metrostation)
Rybatskoje (Russisch: Рыбацкое) is een station van de metro van Sint-Petersburg. Het is het zuidoostelijke eindpunt van de Nevsko-Vasileostrovskaja-lijn en werd geopend op 28 december 1984. Station Rybatskoje bevindt zich in het zuidoosten van Sint-Petersburg en is genoemd naar de wijk waarin het ligt. Het metrostation is door voetgangertunnels verbonden met het gelijknamige spoorwegstation, waar overgestapt kan worden op treinen van het voorstadsnet.
Rybatskoje is het enige bovengrondse station van de Nevsko-Vasileostrovskaja-lijn en is volledig overdekt; het spoorwegstation bevindt zich in hetzelfde gebouw. Direct achter het station ligt het depot Nevskoje (№ 3). Van mei 2000 tot april 2001 was het gesloten voor grote renovatiewerkzaamheden.